# Crowleyana
 Der er for få eller ingen kildehenvisninger i denne artikel, hvilket er et problem. Du kan hjælpe ved at angive troværdige kilder til de påstande, som fremføres i artiklen.

Crowleyana er betegnelsen for den subkulturelle forskning i bevægelser, poesi, filmkunst og andre kunstneriske strømminger påvirket af Aleister Crowley, en engelsk okkultist og filosof i det 20. århundrede.